# União das Freguesias de Veade, Gagos e Molares
Die União das Freguesias de Veade, Gagos e Molares ist eine portugiesische Gemeinde (Freguesia) im Kreis (Concelho) Celorico de Basto, Distrikt Braga, im Nordwesten Portugals.

## Geschichte
Die Gemeinde entstand im Zuge der Gebietsreform vom 29. September 2013 durch die Zusammenlegung der ehemaligen Gemeinden Veade, Gagos und Molares.
Veade wurde Sitz der neuen Verwaltung.

## Demographie

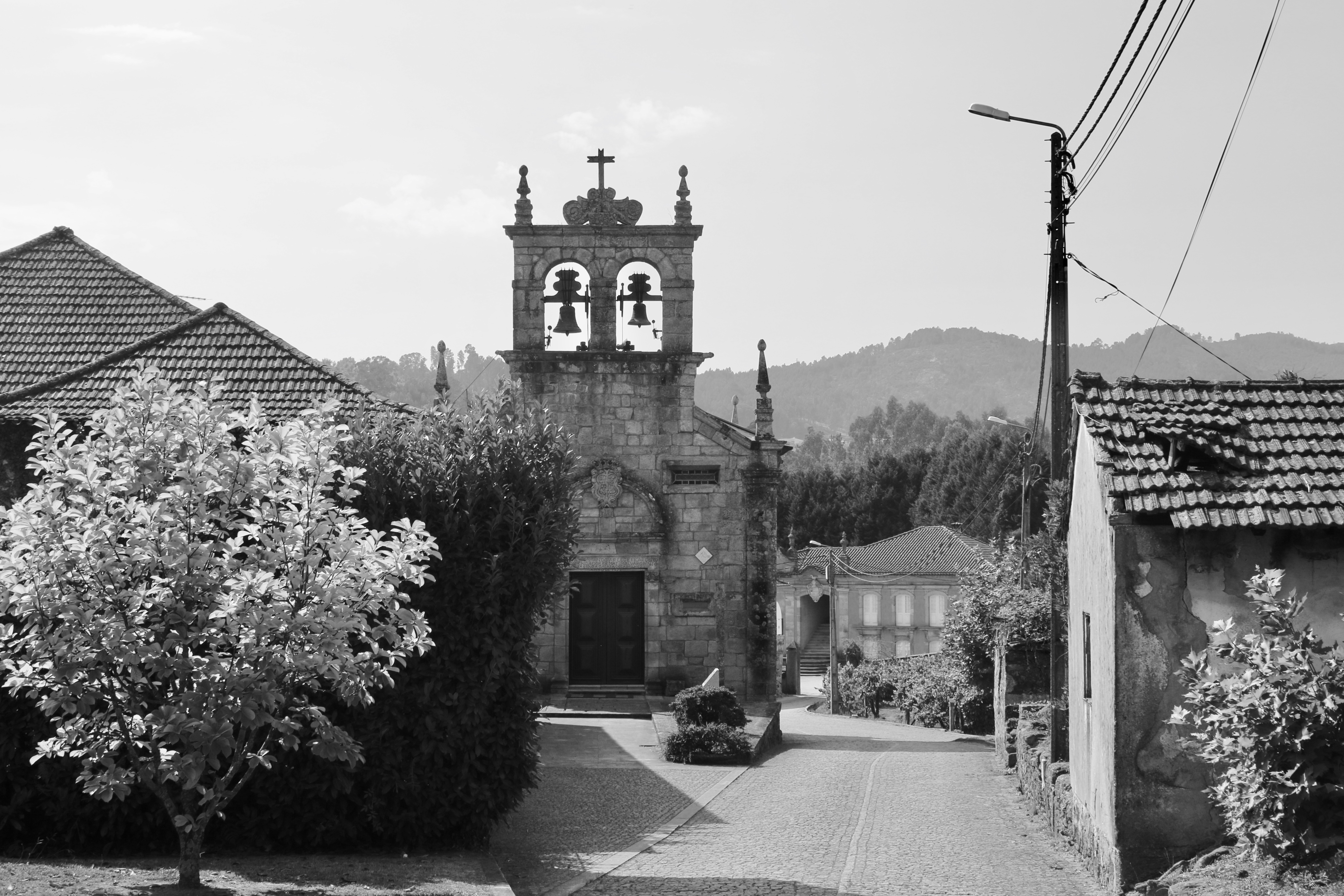
Pfarrkirche von Veade

| Freguesia | Freguesia              | Freguesia | Freguesia       | ehemalige Freguesias | ehemalige Freguesias | ehemalige Freguesias | ehemalige Freguesias |
| --------- | ---------------------- | --------- | --------------- | -------------------- | -------------------- | -------------------- | -------------------- |
| Wappen    | Freguesia              | Einwohner | Fläche in (km²) | Wappen               | Freguesia            | Einwohner            | Fläche in (km²)      |
|           | Veade, Gagos e Molares | 1712      | 12,99           |                      | Veade                | 711                  | 5,51                 |
|           | Veade, Gagos e Molares | 1712      | 12,99           | Gagos                | 628                  | 4,41                 |                      |
|           | Veade, Gagos e Molares | 1712      | 12,99           | Molares              | 625                  | 3,07                 |                      |